# Neatsville
Neatsville est une zone non incorporée (Unincorporated community) du comté d'Adair dans le Kentucky.

## Histoire
Neatsville est nommé après la famille d'origine allemande Neats, arrivée aux États-Unis en 1741. La ville est fondée en 1847.
Entre 1900 et 1902 une inondation ravage les infrastructures de Neatsville en formant un nouveau ruisseau au milieu de la partie centrale de la ville.

## Économie
L'économie de Neatsville est surtout agricole, avec un secteur tertiaire en développement.